# Camilo Núñez
Camilo Alejandro Núñez Gómez (Montevideo, Uruguay, 6 de marzo de 1994) es un futbolista uruguayo que juega como centrocampista en Deportes Temuco de la Primera B de Chile.

## Trayectoria
Oriundo de Montevideo, realizó sus divisiones inferiores en Rentistas, debutando en el primer equipo el 15 de agosto de 2015.En enero de 2017 fue cedido a Plaza Colonia, en donde en noviembre del mismo año tuvo una fractura de peroné que lo tuvo sin fútbol hasta enero de 2018. En el intertanto, regresó a Rentistas, formando parte del plantel que logró el ascenso a la Primera división uruguaya en 2019.
En enero de 2020 fue anunciado como nuevo jugador de Fénix, donde participó de la Copa Sudamericana. En marzo de 2021, se anuncia su traspaso a CA Atenas de la Segunda division uruguaya. Terminado el torneo, regresó a Fenix.
El 6 de enero de 2024 es anunciado como nuevo jugador de Deportes Temuco de la Primera B de Chile, en lo que será su primera experiencia en el fútbol extranjero.

## Estadísticas
|                           | Div.                | Temporada           | Liga  | Liga  | Copas nacionales | Copas nacionales | Torneos internacionales | Torneos internacionales | Total | Total |
| Part.                     | Div.                | Temporada           | Goles | Part. | Goles            | Part.            | Goles                   | Part.                   | Goles |       |
| ------------------------- | ------------------- | ------------------- | ----- | ----- | ---------------- | ---------------- | ----------------------- | ----------------------- | ----- | ----- |
| C. A. Rentistas · Uruguay | 1.ª                 | 2015-2016           | 11    | 0     | —                | —                | —                       | —                       | 11    | 0     |
| C. A. Rentistas · Uruguay | 2.ª                 | 2016                | 12    | 0     | —                | —                | —                       | —                       | 12    | 0     |
| Plaza Colonia · Uruguay   | 1.ª                 | 2017                | 19    | 3     | —                | —                | —                       | —                       | 19    | 3     |
| Plaza Colonia · Uruguay   | Total club          | Total club          | 19    | 3     | 0                | 0                | 0                       | 0                       | 19    | 3     |
| C. A. Rentistas · Uruguay | 2.ª                 | 2018                | 24    | 2     | —                | —                | —                       | —                       | 24    | 2     |
| C. A. Rentistas · Uruguay | 2.ª                 | 2019                | 25    | 3     | —                | —                | —                       | —                       | 25    | 3     |
| C. A. Rentistas · Uruguay | Total club          | Total club          | 72    | 5     | 0                | 0                | 0                       | 0                       | 72    | 5     |
| Fénix · Uruguay           | 1.ª                 | 2020                | 20    | 2     | —                | —                | 3                       | 0                       | 23    | 2     |
| CA Atenas · Uruguay       | 2.ª                 | 2021                | 19    | 1     | —                | —                | —                       | —                       | 19    | 1     |
| CA Atenas · Uruguay       | Total club          | Total club          | 19    | 1     | 0                | 0                | 0                       | 0                       | 19    | 1     |
| Fénix · Uruguay           | 1.ª                 | 2022                | 34    | 0     | —                | —                | 0                       | 0                       | 34    | 0     |
| Fénix · Uruguay           | 1.ª                 | 2023                | 29    | 0     | —                | —                | 0                       | 0                       | 29    | 0     |
| Fénix · Uruguay           | Total club          | Total club          | 83    | 2     | 0                | 0                | 3                       | 0                       | 86    | 2     |
| Deportes Temuco · Chile   | 2.ª                 | 2024                | 27    | 3     | 2                | 0                | —                       | —                       | 29    | 3     |
| Deportes Temuco · Chile   | 2.ª                 | 2025                | 0     | 0     | 0                | 0                | —                       | —                       | 0     | 0     |
| Deportes Temuco · Chile   | Total club          | Total club          | 27    | 3     | 2                | 0                | 0                       | 0                       | 29    | 3     |
| Total en su carrera       | Total en su carrera | Total en su carrera | 220   | 14    | 2                | 0                | 3                       | 0                       | 222   | 14    |
| 1. 2. 3.                  |                     |                     |       |       |                  |                  |                         |                         |       |       |